# Goxwiller
Goxwiller es una localidad y  comuna francesa situada en el departamento de Bajo Rin, en la región de Alsacia. Tiene una población de 733 habitantes (según censo de 1999) y una densidad de 222 h/km².
Goxwiller surgió a partir de una Villa veterana situada en la vía romana del Piemonte. La población es citada en 920 como Getenesvillare. Más tarde aparece con los topónimos de Gokesvilre y Gotesviller hasta la adopción del nombre de Goxwiller. El territorio perteneció a la abadía de Niedermunster hasta que en 1522 pasó a formar parte de junto con el señorío de Barr, de las posesisones de la villa de Estrasburgo. 
Desde el siglo XIX, Goxwiller basa parte de su economía en la viticultura y en la elaboración de vinos de Alsacia.
| 496                        | 547 | 635 | 664 | 669 | 733 |
| (Fuente: [cita requerida]) |     |     |     |     |     |